# Comuna Torske, Zalișciîkî
Torske (în ucraineană Торське) este o comună în raionul Zalișciîkî, regiunea Ternopil, Ucraina, formată din satele Hlușka, Iakubivka și Torske (reședința).

## Demografie
Componența lingvistică a comunei Torske
     Ucraineană (99,49%)
     Alte limbi (0,51%)
Conform recensământului din 2001, majoritatea populației comunei Torske era vorbitoare de ucraineană (99,49%), existând în minoritate și vorbitori de alte limbi.